# Toyota Sports 800
La Toyota Sports 800 (in giapponese トヨタ・スポーツ800; Toyota Supōtsu Happiyaku) è un'automobile sportiva prodotta dalla casa automobilistica giapponese Toyota dal 1965 al 1969.

## Contesto

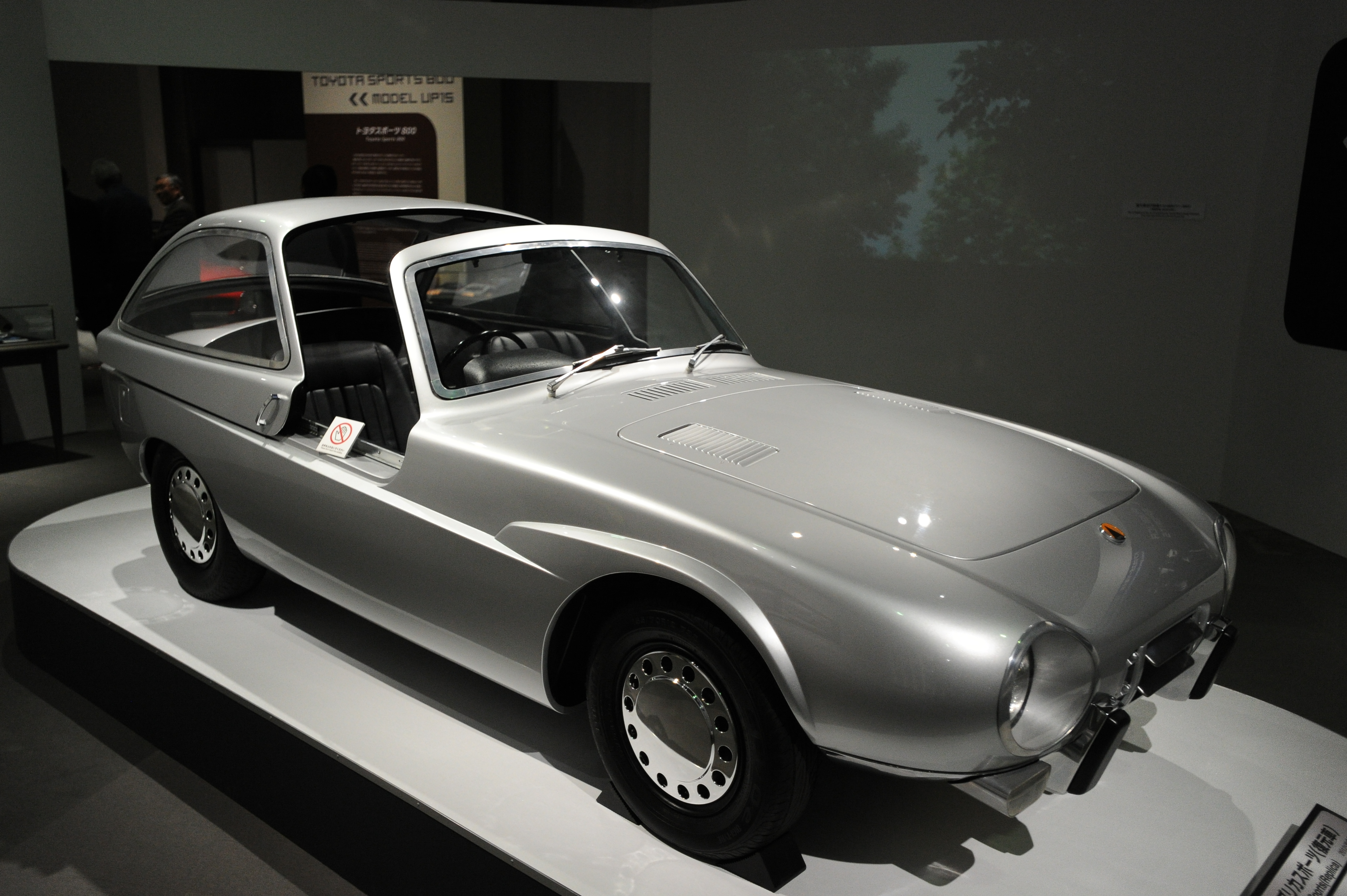
Toyota Publica Sports

Il prototipo della Sports 800, chiamato Publica Sports, debuttò al salone di Tokyo del 1962; essa era caratterizzata dall'avere un tetto ad apertura scorrevole per accedere all'abitacolo (simile a quello degli aerei caccia) ed era alimentata dal motore della Toyota Publica 700 da 29 CV.
La Sports 800 è stata la prima vettura sportiva di produzione della Toyota.

## Descrizione

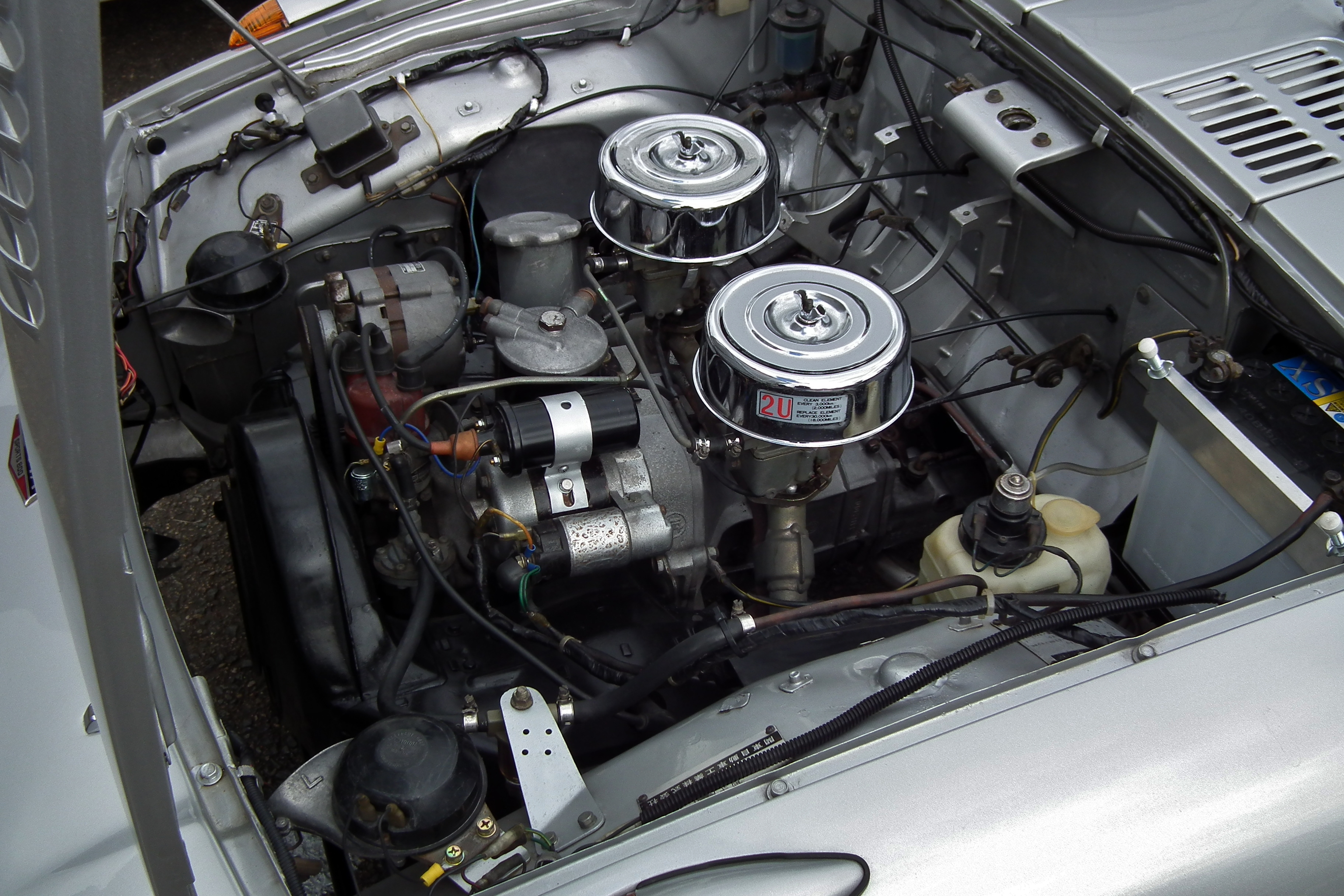
Vista del motore

La vettura, basata sia telaisticamente che meccanicamente sulla contemporanea Toyota Publica 700, entrò in produzione nel 1965 con il nome in codice UP15. La carrozzeria, del tipo coupé a 3 volumi, era dotata di due porte e due posti. Il motore bicilindrico boxer raffreddato ad aria rispetto alla Pubblica venne incrementato nella cilindrata da 700 a 800 cm³, oltre all'adozione di doppi carburatori, che aumentarono la potenza da 28 a 45 CV. Questo motore era sufficiente per spingere l'auto in città a 70 km/h o su pista fino a circa 160 km/h. La produzione iniziò dopo l'introduzione sul mercato della prima vettura Honda, la S500, e si unì al segmento di mercato delle piccole sportive che era già occupato dalla Datsun Fairlady e dalla Daihatsu Compagno.

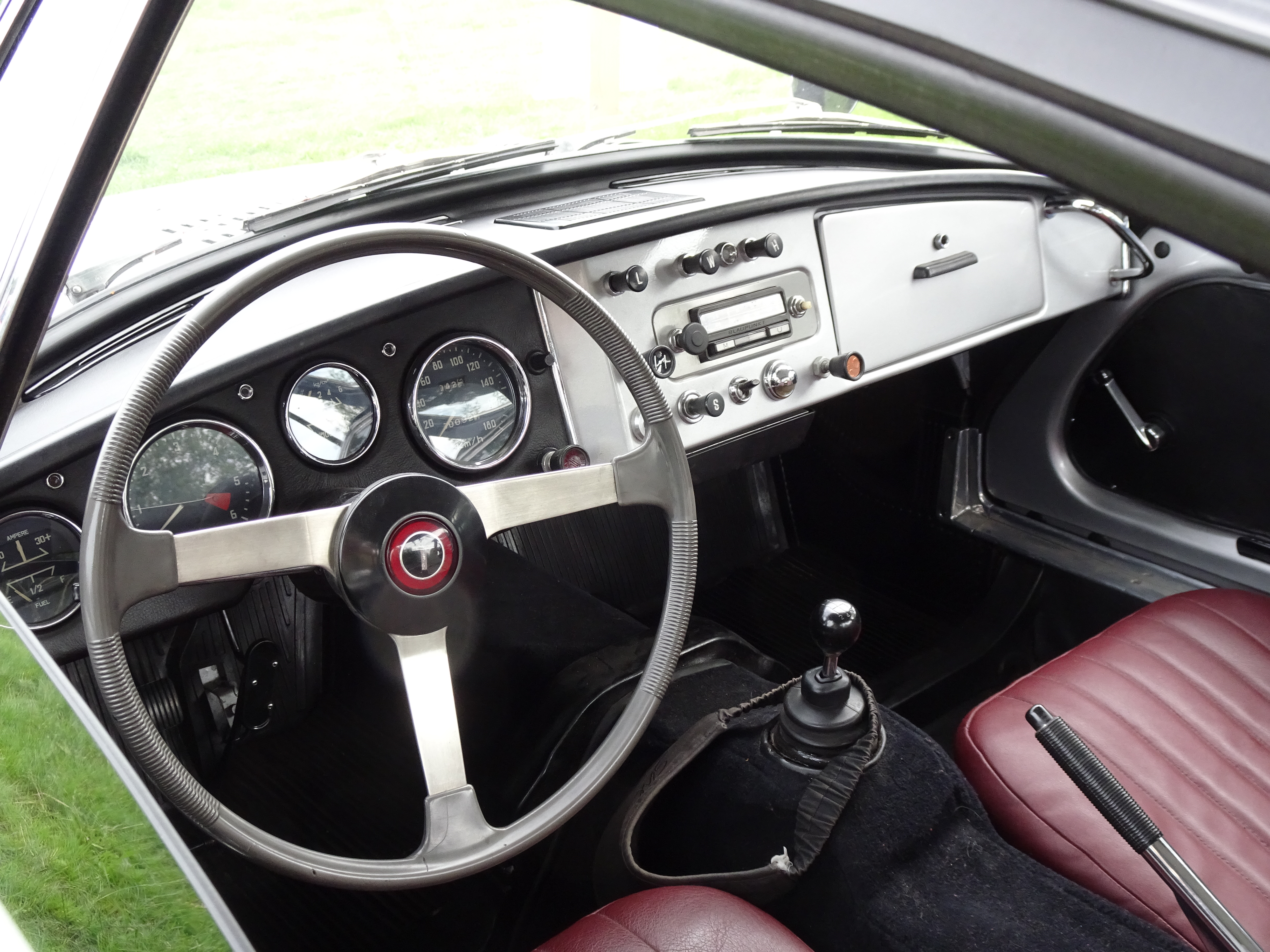
Interni

L'auto aveva uno stile aerodinamico, che era stato disegnato da Shozo Sato (designer già in forze alla Datsun) e progettato dall'ingegnere Tatsuo Hasegawa. La Sports 800 è stata una delle prime vetture di produzione con un tetto rigido removibile, prima della Porsche 911 Targa. Il tetto, realizzato in alluminio, dopo essere stato rimosso trovava posto nel bagagliaio.

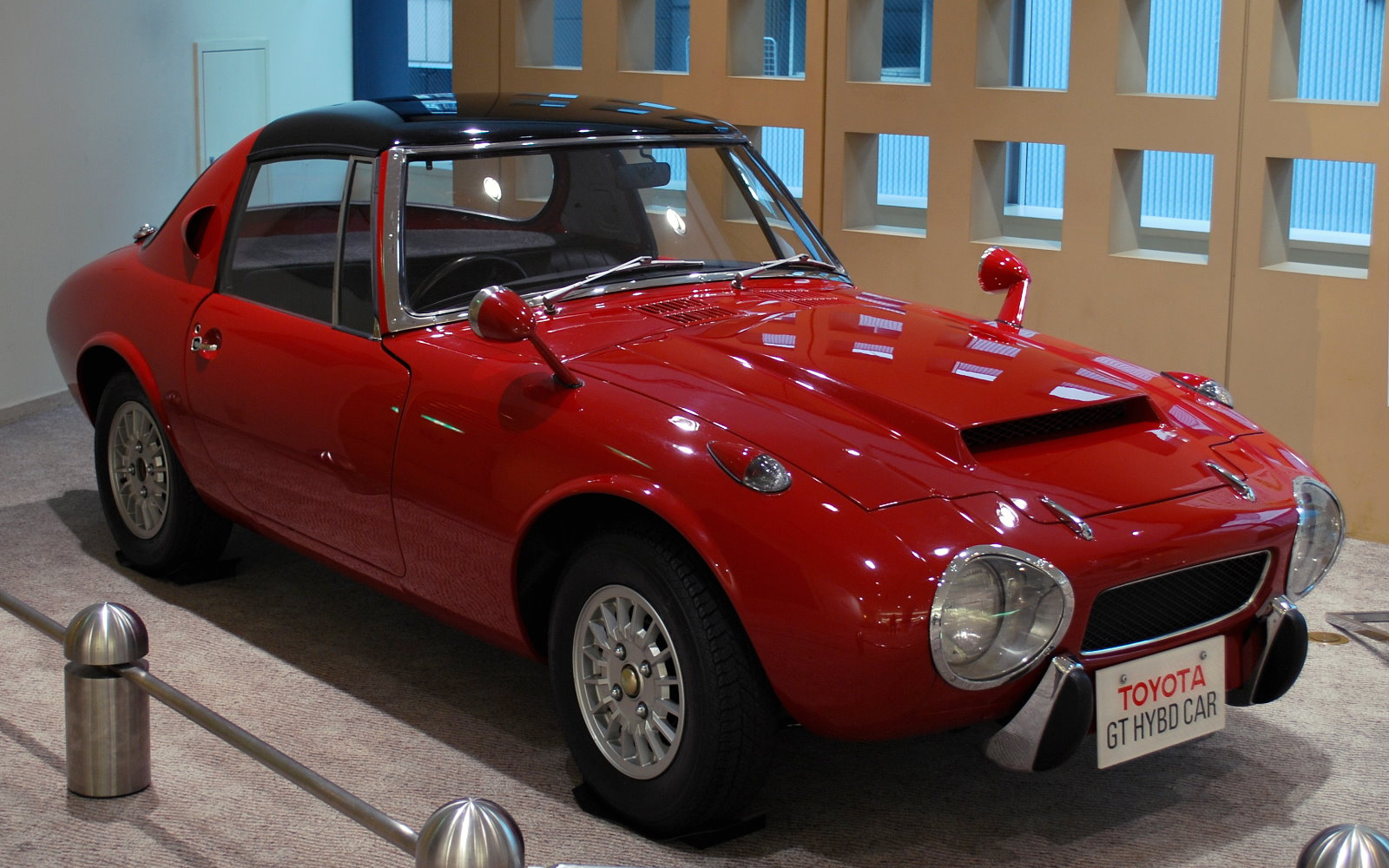
Sports 800 Gas Turbine Hybrid

Tra il 1965 e il 1969 furono costruite circa 3 131 esemplari dalla Toyota Kanto Auto Works. Solo il 10% circa di questi veicoli è sopravvissuto, la maggior parte in Giappone.
La Toyota, sulla base della Sports 800, ha prodotto un prototipo chiamato Sports 800 Gas Turbine Hybrid, presentato poi al salone di Tokyo del 1979. Nel 2010 sulla base Sports 800, sono state realizzate due concept car elettriche, la Sports EV e Sports EV Twin.